# Íngrid Betancourt

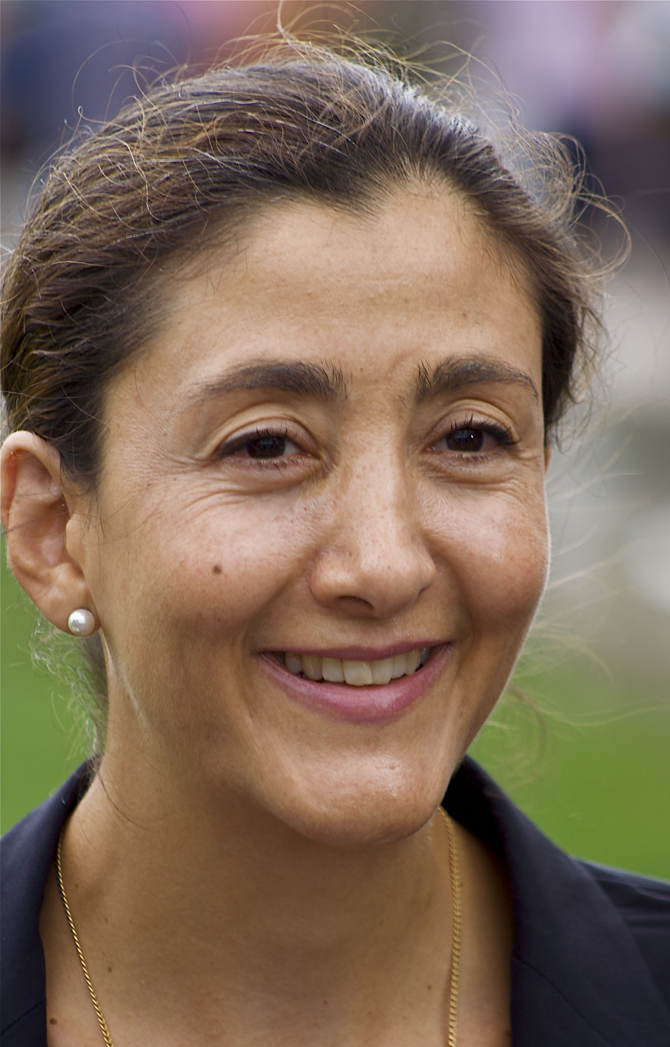
Íngrid Betancourt am 4. September 2008 in Pisa

Íngrid Betancourt Pulecio (* 25. Dezember 1961 in Bogotá, Kolumbien) ist eine kolumbianische Politikerin, die auch die französische Staatsbürgerschaft besitzt. Sie trat bei der Präsidentschaftswahl in Kolumbien 2002 an. Noch vor der Wahl wurde sie im Februar 2002 von Rebellen der Guerillabewegung FARC-EP entführt und jahrelang als Geisel gefangen gehalten. Im Juli 2008 wurde sie vom kolumbianischen Militär zusammen mit 14 anderen Geiseln befreit.

## Familie
Íngrid Betancourt ist die zweite Tochter von Gabriel Betancourt (1919–2002) und Yolanda Pulecio (* 1938). Ihre ältere Schwester ist Astrid Betancourt (* 1960). Sie wuchs in Paris auf, wo ihr Vater Kolumbien bei der UNESCO vertrat. In den 1950er-Jahren war er kolumbianischer Bildungsminister. Ihre Mutter ist eine ehemalige Schönheitskönigin, wurde später Abgeordnete und gründete in den Elendsvierteln der Hauptstadt Bogotá Heime für Straßenkinder.
Betancourt war zunächst seit 1981 mit dem französischen Diplomaten Fabrice Delloye verheiratet. Aus dieser Ehe gingen zwei Kinder hervor, Mélanie (* 1985) und Lorenzo (* 1988). 1990 ließ sich das Paar scheiden. 1997 heiratete Íngrid Betancourt Juan-Carlos Lecompte, einen Architekten, PR-Manager und Mitbegründer der ehemaligen Grünen Partei Kolumbiens Partido Verde Oxígeno (PVO). Im März 2009 wurde bekannt, dass sie sich von ihm scheiden lassen will. Im Dezember 2011 wurde die Ehe geschieden.
Íngrid Betancourts Vater starb genau einen Monat nach ihrer Entführung, am 23. März 2002, im Alter von 83 Jahren an einem Herzinfarkt.

## Leben
Íngrid Betancourt war Schülerin der französischen Oberschule Lycée français Louis-Pasteur in Bogotá. 1980 ging sie an die Elitehochschule Institut d’études politiques de Paris und studierte Politikwissenschaften. Nachdem Luis Carlos Galán, der dem kolumbianischen Drogenkartell den Kampf angesagt hatte, 1989 ermordet worden war, entschloss sich Betancourt zum Umzug in ihr Heimatland. Sie arbeitete zunächst im Finanzministerium, bevor sie sich mit dem Versprechen, gegen die Korruption im Land zu kämpfen, um ein Mandat im kolumbianischen Parlament bewarb.
Vom 20. Juli 1994 bis zum 20. Juli 1998 war sie Abgeordnete im Repräsentantenhaus. Sie deckte auf, dass der damalige Präsident Ernesto Samper seinen Wahlkampf mit Drogengeldern des Cali-Kartells finanziert hatte. Mit einem Hungerstreik verlieh sie ihrer Forderung nach einer unabhängigen Untersuchung in diesem Fall Nachdruck. Nach einer mehrstündigen Rede im Parlament im Juni 1996 fand Betancourt in ihrer Post das Foto einer zerstückelten Kinderleiche. Nur wenige Wochen später wurde ihr Wagen in einen Hinterhalt gelockt und jemand versuchte, auf sie zu schießen. Aufgrund von Todesdrohungen gegen sie und ihre Familie brachte sie ihre beiden Kinder 1996 ins Ausland.
Ende der 1990er Jahre machte Betancourt erstmals Bekanntschaft mit den Guerilleros. Im Dschungel traf sie auf den damaligen FARC-Anführer Manuel Marulanda. 1997 wurde sie Mitglied der Partido Verde Oxígeno (deutsch: Partei Grüner Sauerstoff). Seit dem 20. Juli 1998 saß sie als Abgeordnete im Senat. Für die Präsidentschaftswahlen in Kolumbien 2002 meldete sie ihre Kandidatur an. Kurz vor Abbruch der Friedensgespräche traf sie sich am 14. Februar 2002 erneut mit den Guerilleros. Gemeinsam mit anderen Präsidentschaftskandidaten diskutierte sie mit den Rebellen über Bedingungen für den Frieden.

## Entführung durch die FARC
Am 23. Februar 2002 wurden Betancourt und ihre Wahlkampfleiterin Clara Rojas von linksgerichteten FARC-Rebellen entführt, als sie sich mit dem französischen Fotografen Alain Keler in die Nähe des von den Rebellen kontrollierten Gebietes begaben. Sie und ihre Begleiter waren in einem Geländewagen ohne Begleitschutz unterwegs. Wenige Kilometer vor der Stadt San Vicente del Caguán stießen sie auf eine Straßensperre der Guerilleros. Die Frauen wurden auf ein Fahrzeug geladen und in den Dschungel verschleppt. Das erste Lebenszeichen der beiden Geiseln war eine Videobotschaft vom 15. Mai 2002, in der Betancourt erklärte, dass sie Friedensverhandlungen mit der FARC befürwortet.
In einer weiteren Videobotschaft vom 30. August 2003 rief Betancourt die Regierung auf, ihre Geiselhaft mit politischen Mitteln zu beenden. Sie richtete zugleich einen Appell an die Öffentlichkeit, sich stärker für ihre Freilassung einzusetzen. Am 16. Mai 2007 erklärte Jhon Frank Pinchao, ein am 1. November 1998 entführter Polizist, nach seiner Flucht, dass er gemeinsam mit Betancourt in einer Gruppe gefangen gehalten worden sei. Am Tag seiner Flucht – dem 28. April 2007 – habe er sie das letzte Mal gesehen. Die kolumbianische Armee stellte am 30. November 2007 bei festgenommenen FARC-Rebellen Videobänder sicher, auf denen Betancourt zu sehen war. Die Aufnahmen wurden laut Regierungsangaben auf den 24. Oktober 2007 datiert, damit waren die Bilder das erste Lebenszeichen von ihr nach über vier Jahren.
In einem Interview der BBC am 20. Dezember 2008 sagte sie, dass ihr der Glaube an Gott eine wesentliche Hilfe war, ohne den sie möglicherweise die Entführung nicht überlebt hätte. Außerdem hätte er ihr Hoffnung und die Kraft gegeben, selbst unter so widrigen Umständen Gutes zu tun.
Der frühere Kongressabgeordnete Luis Eladio Pérez, der ebenfalls entführt worden war und Anfang 2008 von den FARC freigelassen wurde, berichtete, dass Íngrid Betancourt „körperlich sehr, sehr krank und seelisch erschöpft“ sei. Nach Aussagen des katholischen Priesters Manuel Mancera sei sie am 20. Februar 2008 in El Capricho, einem Dorf in der Provinz Guaviare, zur Behandlung durch einen Arzt in die Krankenstation gebracht worden. Sie leide an Hepatitis B und der Tropenkrankheit Leishmaniose, sagte der Geistliche weiter.
Drei US-amerikanische Mitgefangene übten nach ihrer Befreiung in dem von ihnen veröffentlichten Buch „Out of Captivity“ scharfe Kritik an Betancourt. Sie schilderten sie als hochnäsig, selbstsüchtig und geltungssüchtig. Sie habe das Essen anderer gestohlen und die Amerikaner in zusätzliche Gefahr gebracht, weil sie diese gegenüber den FARC-Leuten als CIA-Männer bezeichnete.

### Reaktionen im Ausland

Stencil in Paris zur Erinnerung an Íngrid Betancourt (2005)

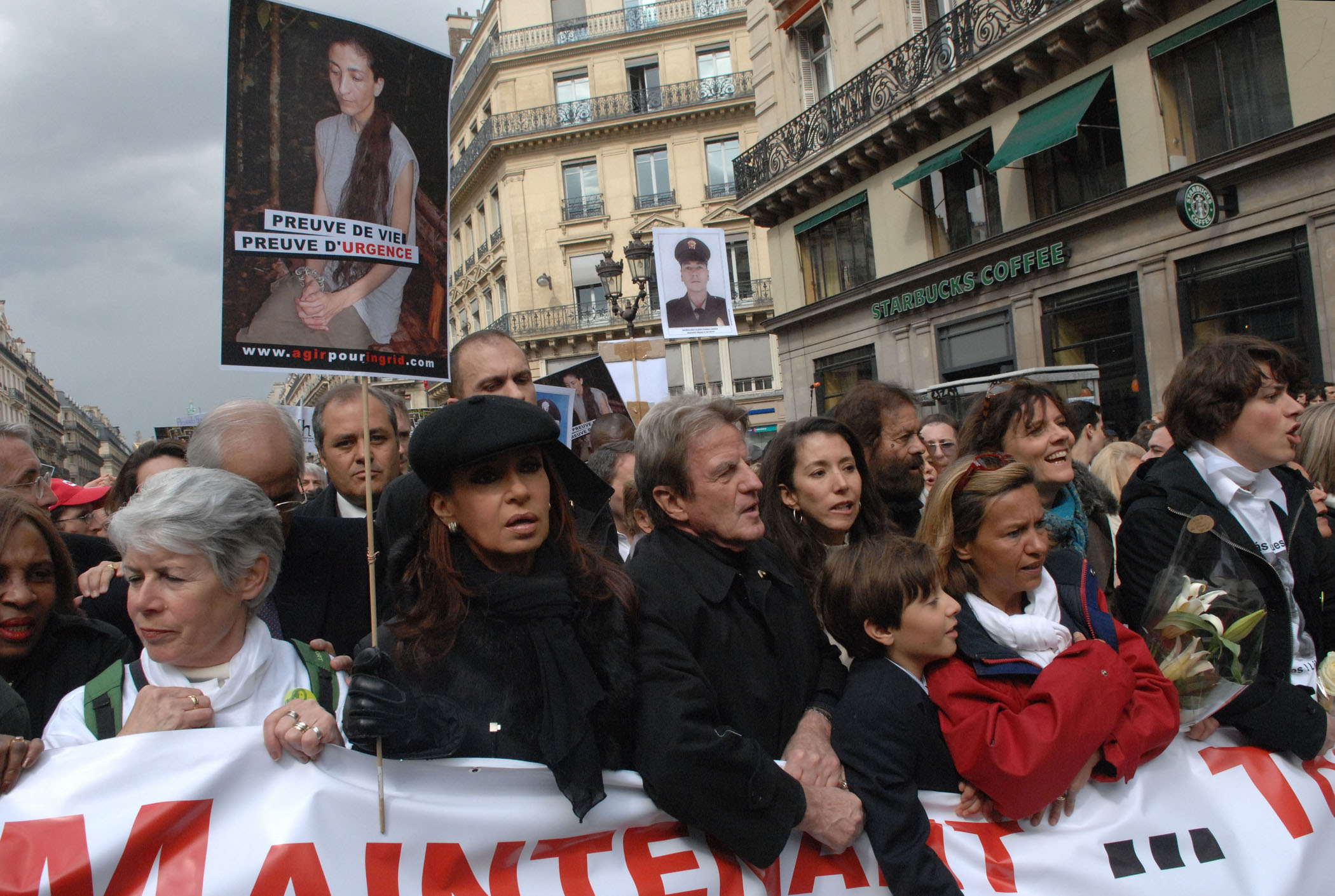
Marsch für die Freilassung von Betancourt am 6. April 2008 in Paris

International rückte der bewaffnete Konflikt in Kolumbien durch diese Entführung stärker in das Bewusstsein der Öffentlichkeit. Nicht zuletzt weil sie auch die französische Staatsbürgerschaft besitzt, wurde Betancourts Schicksal in Frankreich mit besonderer Anteilnahme verfolgt. In vielen Pariser Métrostationen hingen auf Werbetafeln Plakate mit dem Appell L’oubli tue („Vergessen tötet“), um Betancourt auch nach Jahren der Gefangenschaft nicht zu vergessen. Sie ist seit 2002 Ehrenbürgerin von Paris und Rom.
Auch in anderen europäischen Staaten, darunter in Deutschland, hat Betancourts Schicksal Solidarität ausgelöst. Eine internationale Jury zeichnete Betancourt am 7. Oktober 2002 mit dem Petra-Kelly-Preis aus; ihr Ehemann Juan Carlos Lecompte nahm den Preis am 13. Dezember 2002 in Berlin entgegen. Zum vierten Jahrestag ihrer Entführung forderten die Bundesvorsitzenden von Bündnis 90/Die Grünen, Reinhard Bütikofer und Claudia Roth, die Guerillaorganisation FARC auf, „Íngrid Betancourt freizulassen und ihr jahrelanges Martyrium endlich zu beenden“.

### Vermittlungsbemühungen
Seit ihrer Geiselnahme wurde mehrfach über ihre Freilassung mit den FARC verhandelt, u. a. vermittelt durch Frankreich, Venezuela und Ecuador. Durch den Einsatz des venezolanischen Präsidenten Hugo Chávez wurden im Januar 2008 die frühere Wahlkampfleiterin Betancourts, Clara Rojas, und die am 10. September 2001 entführte Kongressabgeordnete Consuelo González von den FARC freigelassen. Weitere vier Geiseln, die Politiker Gloria Polanco, Luis Eladion Pérez, Orlando Beltrán und Jorge Eduardo Géchem, wurden im Februar 2008 freigelassen. Laufende Vermittlungsbemühungen wurden jedoch durch einen am 1. März 2008 erfolgten Luft- und Bodenangriff kolumbianischer Militär- und Polizeieinheiten gegen ein FARC-Lager auf ecuadorianischem Territorium, bei dem unter anderen der Verhandlungsführer der FARC, Raúl Reyes, getötet wurde, beendet (siehe: Bewaffneter Konflikt in Kolumbien). Der Präsident Ecuadors warf daraufhin der kolumbianischen Regierung vor, die bevorstehende Befreiung von zwölf Geiseln, darunter Íngrid Betancourt, verhindert zu haben, und fügte hinzu, dass er nicht ausschließe, dass dies einer der Gründe für den Angriff gewesen sei. Es gilt unter Experten jedoch als unwahrscheinlich, dass die FARC tatsächlich planten, Betancourt freizulassen, da sie wichtigstes Faustpfand für größere Verhandlungslösungen und Garantie für die internationale Aufmerksamkeit für die Sache der FARC war.
Nach den Meldungen über Betancourts bedrohlichen Gesundheitszustand starteten im April 2008 Frankreich, Spanien und die Schweiz erneut eine humanitäre Mission, um sie aus der Gewalt der FARC zu befreien. Die französische Regierung und Betancourts Sohn Lorenzo Delloye-Betancourt appellierten an die Entführer, das Leben Íngrid Betancourts nicht aufs Spiel zu setzen und sie stattdessen französischen Ärzten zu übergeben. Die FARC lehnte aber eine Freilassung ohne den Austausch von Gefangenen ab, weshalb die Rettungsaktion abgebrochen wurde.
Ende Mai 2008 gab der kolumbianische Präsident Álvaro Uribe Vélez bekannt, dass sich mehrere Chefs der FARC-Guerillabewegung zur Freilassung Betancourts und anderer Geiseln bereiterklärt hätten.

### Befreiung
Am 2. Juli 2008 wurde Betancourt zusammen mit drei US-Staatsbürgern (Mitarbeiter des US-Rüstungskonzerns Northrop Grumman) und elf kolumbianischen Soldaten in einem unblutigen Einsatz vom kolumbianischen Militär aus der Gefangenschaft befreit. Dieser Einsatz, Operación Jaque (deutsch „Operation Schach“) genannt, wurde wahrscheinlich von der für Antiterrorkampf und Geiselbefreiung zuständigen Sondereinheit des Heeres, der Agrupación de Fuerzas Especiales Antiterroristas Urbanas (AFEUR, deutsch „Gruppierung Urbaner Anti-Terror-Spezialeinheiten“), ausgeführt. Andere Berichte sagen aus, dass GAULA-Einheiten bei den Verhandlungen eine Rolle gespielt haben. Von offizieller Seite wurde lediglich gemeldet, dass eine Spezialeinheit des Militärs verantwortlich gewesen sei.
Nach Angaben der Regierung sei ein Hubschrauber der Streitkräfte als einer der FARC getarnt worden, habe das Lager der Rebellen angeflogen und die Bewacher hätten die Geiseln ohne Widerstand einsteigen lassen. Wie das Wall Street Journal berichtete, war die US-Regierung sehr früh in den Plan zur Befreiung eingeweiht und unterstützte diesen auch mit konkreter Hilfe. Nachdem frühere militärische Befreiungsversuche anderer Geiseln blutig gescheitert waren, sei den Beteiligten klar gewesen, dass jede neue Aktion nur durch „Gerissenheit und nicht durch Waffengewalt“ zum Erfolg führen könne, schreibt das Blatt. Ende Mai hätten drei Offiziere der kolumbianischen Armee die entscheidende Idee entwickelt: Sie wollten die Rebellen in einem gigantischen Bluff dazu bringen, die Geiseln aus dem Lager des FARC-Führers Gerardo Aguilar Ramirez in das Lager des FARC-Führers Alfonso Cano bringen zu lassen. Die Rebellen sollten glauben, dass Cano neue Verhandlungen mit Frankreich und anderen Staaten beginnen wolle. Grundvoraussetzung dafür war den Recherchen zufolge eine manipulierte Telefonleitung, über die Mitarbeiter des kolumbianischen Militärgeheimdienstes Kontakt in beide FARC-Lager aufnehmen konnten. In einem Täuschungsmanöver überzeugten die Militärs beide Seiten von der Notwendigkeit der Verlegung der Geiseln.
Der Schweizer Radiosender RSR berichtete allerdings zwei Tage nach der Befreiung, dass Betancourt und die anderen Entführten durch die kolumbianische Regierung gegen eine Zahlung von 20 Millionen US-Dollar freigekauft worden seien, und dass die Befreiungsaktion nur eine Inszenierung gewesen sei. Die FARC beschuldigten die Bewacher Betancourts des Verrats und der Korruption. Die Regierungen Frankreichs und Kolumbiens dementierten dies jedoch. Auch Betancourt selbst glaubt nicht an diese Version. Das, was sie erlebt habe, könne keine Inszenierung gewesen sein. Auch „César“, der für die Bewachung Betancourts zuständige FARC-Guerillero, streitet ab, für die Befreiung Geld erhalten zu haben. Ein französischer Diplomat, der ehemalige Konsul in Bogotá und Sonderbeauftragte der französischen Regierung für die FARC Noël Saez, hält die Befreiungsaktion jedoch auch für inszeniert. Er sei überzeugt davon, dass die örtlichen Betancourt-Aufseher, inklusive FARC-Kommandant „César“, gekauft worden seien. Dessen Frau sei kurz vor der Aktion von kolumbianischen Behörden festgenommen worden und César dadurch beeinflussbar gewesen.
Im Oktober 2008 sagten zwei kolumbianische Anwälte gegenüber der im Miami erscheinenden Zeitung El Nuevo Herald aus, sie hätten mit dem FBI und der US-Botschaft in Kontakt gestanden und mit den beiden später festgenommenen Befehlshabern der FARC, die für die Bewachung der Geiseln zuständig waren, Bedingungen für eine Geiselübergabe ausgehandelt. Sie zeigten der Zeitung E-Mails, welche ihre Bemühungen zum Zustandekommen einer Übereinkunft genau dokumentierten. Aus einer der E-Mails geht hervor, dass die US-Regierung bereit war, 350.000 US-Dollar Lösegeld zu zahlen. Nachdem ihr Mittelsmann für die Verhandlungen mit den beiden FARC-Befehlshabern die Bereitschaft für eine Geiselübergabe in Aussicht gestellt habe, falls die Regierung Hubschrauber an einen noch zu bestimmenden Ort zur Aufnahme der Geiseln und der beiden FARC-Befehlshaber schicke und letztere vor einer Auslieferung an die USA schütze, hätten sich die Anwälte an das FBI und die U.S. Drug Enforcement Administration gewandt, welche mit dem Plan einverstanden gewesen seien, jedoch ein Lebenszeichen der Geiseln verlangt hätten, welches aber nie eingetroffen sei. Zur selben Zeit hätten die Anwälte Dokumente an die beiden FARC-Befehlshaber zur Unterzeichnung geschickt, die sie als deren Rechtsvertreter bevollmächtigt hätten. Noch während sie auf die Vollmachten gewartet hätten, seien sie von der gelungenen Geiselbefreiung überrascht worden.

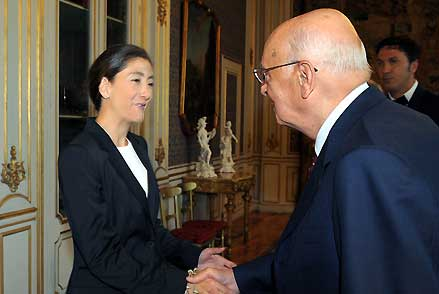
Betancourt mit Giorgio Napolitano am 31. August 2008 in Rom

Nach der Befreiung wurde bekannt, dass mindestens ein Mitglied der Spezialeinheit zur Tarnung das Schutzzeichen des Roten Kreuzes benutzte, was einen schweren Verstoß gegen die Genfer Konventionen darstellt. Das Rote Kreuz verurteilte den Missbrauch des Symbols. Andere Soldaten waren als Journalisten des venezolanischen Fernsehsenders teleSUR und des ecuadorianischen Fernsehens Ecuavisa getarnt. Beide Medien kündigten die Prüfung rechtlicher Schritte gegen die Verwendung ihrer Symbole an. Anfangs bestritt die kolumbianische Regierung, dass Symbole für die Täuschung der Rebellen missbraucht worden seien. Zwei Wochen später erklärte Präsident Uribe, ein Soldat habe spontan aus Angst und gegen ausdrücklichen Befehl das Rote-Kreuz-Symbol benutzt. Ein im Fernsehen ausgestrahltes Video zeigte jedoch, dass ein Mitglied des Befreiungskommandos das Symbol schon vor Beginn der Aktion trug, was auf die planmäßige Verwendung des Symbols hindeutet. Präsident Uribe verurteilte die Ausstrahlung des Videos als möglichen „Landesverrat“.
Zwei Monate nach ihrer Befreiung wurde Betancourt in Rom empfangen: am 31. August 2008 von Italiens Staatspräsident Giorgio Napolitano und am folgenden Tag von Papst Benedikt XVI.

## Präsidentschaftskandidatur 2022
Am 18. Januar 2022 gab Betancourt ihre Kandidatur für die Präsidentschaftswahl in Kolumbien am 28. Mai 2022 bekannt. Im Mai 2022 zog sie diese zurück und gab an, die Kampagne des Kandidaten Rodolfo Hernández unterstützen zu wollen.

## Ehrungen
4. Mai 2008, zwei Monate vor ihrer Befreiung, wurde Betancourt bei einem internationalen Gipfeltreffen der Grünen Parteien in Brasilien einstimmig zur Ehrenpräsidentin der Global Greens gewählt.
Am 14. Juli 2008 wurde Betancourt vom französischen Staatspräsidenten Nicolas Sarkozy zum Ritter der Ehrenlegion geschlagen. Am 5. September 2008 wurde sie in Potsdam mit dem M100 Media Award der internationalen Chefredakteurskonferenz M100 Sanssouci Colloquium ausgezeichnet. Am 10. September 2008 wurde Betancourt der Prinz-von-Asturien-Preis in der Sparte „Eintracht“ zugesprochen. Am 26. Oktober 2008 wurde sie bei den Women’s World Awards als „Woman of the Year 2008“ („Frau des Jahres 2008“) ausgezeichnet. Am 28. September 2009 erhielt sie die Ehrendoktorwürde der Université de Montréal in Québec/Kanada.
2013 wurde Ingrid Betancourt in die BBC-Liste der 100 einflussreichsten Frauen des Jahres aufgenommen.

## Schriften
- Die Wut in meinem Herzen. List Verlag, 2002, ISBN 3-471-79455-7.
- Meine liebe Maman ... LangenMüller, 2008, ISBN 978-3-7844-3147-5.
- Kein Schweigen, das nicht endet. Droemer/Knaur, 2010, ISBN 978-3-426-27548-1 (Autobiografie).
- La ligne bleue. Collection Blanche, Gallimard, 2014, ISBN 978-2-07-014579-9.

## Dokumentarfilm
- Gefangen im Dschungel – Die Entführung der Ingrid Betancourt. Von Angus Macqueen, 2009. (Inhaltsverzeichnis)